# Павлово (Ґданський повіт)
Павлово (пол. Pawłowo, нім. Groß Paglau) — село в Польщі, у гміні Тромбки-Великі Ґданського повіту Поморського воєводства.
Населення — 336 осіб (2011).
У 1975-1998 роках село належало до Гданського воєводства.

## Демографія
Демографічна структура станом на 31 березня 2011 року:
|          | Загалом | Допрацездатний вік | Працездатний вік | Постпрацездатний вік |
| -------- | ------- | ------------------ | ---------------- | -------------------- |
| Чоловіки | 170     | 45                 | 117              | 8                    |
| Жінки    | 166     | 48                 | 101              | 17                   |
| Разом    | 336     | 93                 | 218              | 25                   |